# Oude Maasweg
Oude Maasweg is een single van de Rotterdamse muziekgroep The Amazing Stroopwafels. Het is een van de twee singles van de band die de Tipparade van de Nederlandse Top 40 wisten te halen; de andere was Ome Kobus.

## Achtergrond
Het lied is een bewerking van het nummer Manhattan Island Serenade, dat werd geschreven door Leon Russell. De geschiedenis van het nummer voert terug tot 1973 toen Wim Kerkhof het nummer hoorde op de elpee 'Carney'. De band The Amazing Stroopwafels bestond toen nog niet. Het verdween naar de achtergrond en kwam pas boven toen de Stroopwafels hun tweede elpee, Mooi Weer (later omgedoopt tot Oude Maasweg) op mochten nemen. De band had niet voldoende materiaal en breidde de tekst die ze toen hadden iets uit. Tot ieders verbazing pikten de landelijke radiozenders de plaat op; deze werd door dj Frits Spits en producer-invaller Tom Blomberg veel gedraaid in het populaire NOS radioprogramma De Avondspits op Hilversum 3. Een groot succes werd het echter niet, maar bleef sluimeren. De plaat bereikte de Nederlandse Top 40 en de TROS Top 50 niet, wél werd op zondag 31 januari 1982 de 50e positie in de Nationale Hitparade bereikt. In de Europese hitlijst op Hilversum 3, de TROS Europarade, werd géén notering behaald.
In België (Vlaanderen) werd géén notering behaald in beide Vlaamse hitlijsten.
De plaat is dusdanig populair dat deze in 2008 gekozen is als een van de populairste Nederlandstalige platen ooit en staat sinds de allereerste versie in december 1999 steevast genoteerd in de jaarlijkse NPO Radio 2 Top 2000 van de Nederlandse publieke radiozender NPO Radio 2, met als hoogste notering tot nu toe een 16e positie in 2007.
Van het nummer is ooit een Tsjechische en een Deense versie opgenomen, de laatste versie speelde de band ook bij concerten in Denemarken.
De titel van het nummer is evenals de weg waarnaar deze verwijst feitelijk niet correct. Oude Maasweg betekend eigenlijk een oude weg die kennelijk langs de Maas ligt. Oudemaasweg zou correct zijn, zoals dat ook in Zwijndrecht het geval is. Het is namelijk een weg langs de Oude Maas. Dit is een voorbeeld van onjuist spatiegebruik.

## Inhoud
Het lied begint met de Engelse versie van Leon Russell; het tweede couplet is in het Nederlands. Het gaat over een melancholische bui, nadat een bestelbusje het in de regen heeft begeven, de benzine is op. Het autotype uit het lied, een Ford Transit, reed nog jarenlang rond. Caltex ging op in Chevron Corporation en verdween uit het Nederlandse straatbeeld. De Oude Maasweg die bezongen wordt, bestaat echt en bevindt zich langs de Oude Maas in het Botlekgebied. Hier is het lied onder meer een verwijzing naar het troosteloze gebied in de Rotterdamse haven en dat er qua chemicaliën nogal eens het een en ander mis kan gaan (stank, olievlekken). Kwart voor drie ziet Wim Kerkhof als een troosteloos tijdstip, als een gat op het midden van de dag.

## Hitnoteringen

### Nationale Hitparade
| Hitnotering: 30-01-1982 | Hitnotering: 30-01-1982 | Hitnotering: 30-01-1982 |
| Week                    | 1                       |                         |
| ----------------------- | ----------------------- | ----------------------- |
| Nummer                  | 50                      | uit                     |

### Evergreen Top 1000
| Evergreen Top 1000 "Oude Maasweg" | Evergreen Top 1000 "Oude Maasweg" | Evergreen Top 1000 "Oude Maasweg" | Evergreen Top 1000 "Oude Maasweg" | Evergreen Top 1000 "Oude Maasweg" | Evergreen Top 1000 "Oude Maasweg" | Evergreen Top 1000 "Oude Maasweg" | Evergreen Top 1000 "Oude Maasweg" | Evergreen Top 1000 "Oude Maasweg" | Evergreen Top 1000 "Oude Maasweg" | Evergreen Top 1000 "Oude Maasweg" | Evergreen Top 1000 "Oude Maasweg" | Evergreen Top 1000 "Oude Maasweg" | Evergreen Top 1000 "Oude Maasweg" | Evergreen Top 1000 "Oude Maasweg" | Evergreen Top 1000 "Oude Maasweg" | Evergreen Top 1000 "Oude Maasweg" |
| Jaar                              | 2008                              | 2009                              | 2010                              | 2011                              | 2012                              | 2013                              | 2014                              | 2015                              | 2016                              | 2017                              | 2018                              | 2019                              | 2020                              | 2021                              | 2022                              | 2023                              |
| --------------------------------- | --------------------------------- | --------------------------------- | --------------------------------- | --------------------------------- | --------------------------------- | --------------------------------- | --------------------------------- | --------------------------------- | --------------------------------- | --------------------------------- | --------------------------------- | --------------------------------- | --------------------------------- | --------------------------------- | --------------------------------- | --------------------------------- |
| Positie                           | 98                                | 914                               | 903                               | 903                               | 688                               | -                                 | -                                 | 988                               | 40                                | 21                                | 48                                | 41                                | 52                                | 97                                | 64                                | 76                                |

### NPO Radio 2 Top 2000
| Nummer met noteringen in de NPO Radio 2 Top 2000 | '99 | '00 | '01 | '02 | '03 | '04 | '05 | '06 | '07 | '08 | '09 | '10 | '11 | '12 | '13 | '14 | '15 | '16 | '17 | '18 | '19 | '20 | '21 | '22 | '23 | '24 |
| ------------------------------------------------ | --- | --- | --- | --- | --- | --- | --- | --- | --- | --- | --- | --- | --- | --- | --- | --- | --- | --- | --- | --- | --- | --- | --- | --- | --- | --- |
| Oude Maasweg                                     | 191 | 112 | 46  | 44  | 49  | 69  | 26  | 38  | 16  | 29  | 66  | 49  | 81  | 103 | 108 | 125 | 149 | 146 | 153 | 217 | 199 | 231 | 223 | 225 | 244 | 195 |

1. ↑  Een vetgedrukt getal geeft de hoogste notering aan.